# Wolfgang Stark
Wolfgang Stark (n. 20 noiembrie 1968, Landshut, Germania) este un arbitru de fotbal german. De profesie bancher, Stark este arbitru FIFA din 1999.
În 2012 acesta a arbitrat Finala UEFA Europa League.